# Передня, Сергей Александрович
Серге́й Алекса́ндрович Передня́ (30 апреля 1972, Нижний Тагил, Свердловская область, СССР) — советский и российский футболист, нападающий, российский тренер.

## Карьера

### Клубная
Воспитанник футбольного клуба «Уралец» из Нижнего Тагила.
Дебютировать в «Уральце» Сергею удалось в 17 лет. Отличался хорошей результативностью, за что был приглашён в футбольный клуб «Уралмаш», который на тот момент выступал в Высшей лиге.
В 1996 году «Уралмаш» покинул Высшую лигу, и Сергей перешёл в нижегородский «Локомотив», за который играл на протяжении двух сезонов.
Далее выступал за «Ладу» из Димитровграда.
После этого футболист перебрался в «Томь». В первом своём сезоне в Томске Передня получил серьёзную травму, из-за которой сыграл всего 12 матчей. Уже со следующего сезона Сергей сумел стать лидером команды, а позднее — и её капитаном. В 2002 и 2003 годах вместе с «Томью» занимал третье место в первом дивизионе. В середине 2004 года, когда «Томь» пробилась в Премьер-лигу, покинул команду из-за того, что стал получать меньше игровой практики и перешёл в челябинский «Лукойл».
Следующим клубом нападающего стал «Содовик» Стерлитамак. В составе клуба сыграл в первом дивизионе. Но в «Содовик» пришли новые хозяева из Москвы, которым, по мнению Передни, не было дела до команды. Именно поэтому он покинул Башкирию и перебрался в нижегородскую «Волгу». В составе «Волги» в 2008 году выиграл турнир второго дивизиона в зоне «Урал-Поволжье».

### Тренерская

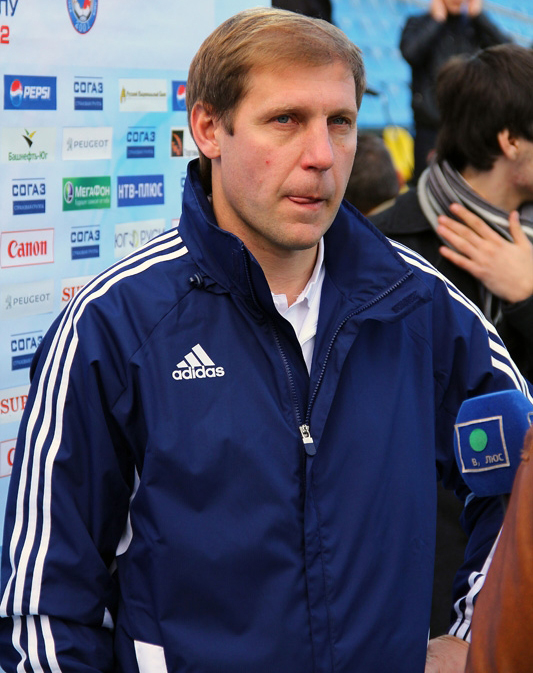
Передня в 2011 году

В 2009 году Сергей завершил карьеру футболиста и вошёл в тренерский штаб «Волги». 5 июня 2009 года после отставки Сергея Петренко стал временно исполняющим обязанности главного тренера нижегородского клуба. В 2009 году Передня де-факто руководил «Волгой», не имея при этом нужной лицензии. Из-за этого официально должность главного тренера занимал Хазрет Дышеков.
27 июля 2010 года был назначен главным тренером дзержинского «Химика», который является фарм-клубом «Волги».
16 июня 2011 года вернулся в «Волгу», став помощником нового главного тренера нижегородского клуба Дмитрия Черышева. 27 августа в матче 22 тура с «Тереком» руководил командой вместо заболевшего Черышева. «Волга» победила со счётом 3:1.
22 сентября 2011 года Передня возглавил клуб премьер-лиги «Томь», подписав с томичами контракт на 2 года. 28 сентября был включён в заявку.
2 октября 2011 года состоялся дебют Передни в качестве главного тренера команды Премьер-лиги. «Томь» на своём поле со счётом 0:2 уступила «Рубину». Всего под руководством Передни в сезоне 2011/12 томская команда провела 19 матчей, 4 из которых выиграла, 5 сыграла вничью и 10 проиграла. Команда, заняв 15-е место, покинула высший российский дивизион. Спустя один сезон, клуб под руководством Передни вернулся в премьер-лигу. После окончания сезона 2012/13 контракт тренера с клубом истёк, и он покинул «Томь».

## Статистика

### Тренерская
| Клуб              | Начало работы    | Завершение работы | Показатели | Показатели | Показатели | Показатели | Показатели | Показатели | Показатели | Показатели |
| Клуб              | Начало работы    | Завершение работы | М          | В          | Н          | П          | МЗ         | МП         | РМ         | %          |
| ----------------- | ---------------- | ----------------- | ---------- | ---------- | ---------- | ---------- | ---------- | ---------- | ---------- | ---------- |
| Химик (Дзержинск) | 27 июля 2010     | 16 июня 2011      | 25         | 10         | 9          | 6          | 32         | 29         | +3         | 40,00      |
| Томь              | 26 сентября 2011 | 31 мая 2013       | 53         | 23         | 14         | 16         | 70         | 61         | +9         | 43,40      |
| Тамбов            | 2 октября 2013   | 14 июня 2015      | 49         | 25         | 14         | 10         | 98         | 50         | +48        | 51,02      |
| Луч-Энергия       | 19 ноября 2015   | 26 ноября 2016    | 42         | 15         | 10         | 17         | 33         | 44         | -11        | 35,71      |
| СКА-Хабаровск     | 3 апреля 2018    | 20 августа 2018   | 13         | 2          | 4          | 7          | 11         | 21         | -10        | 15,38      |
| Итого             | Итого            | Итого             | 182        | 75         | 51         | 56         | 244        | 205        | +39        | 41,21      |

## Достижения

### В качестве тренера

#### Командные
«Томь»
- Первенство ФНЛ
  - Вице-чемпион: 2012/13

 «Тамбов»
- Первенство ПФЛ, зона «Центр»
  - Бронзовый призёр: 2014/15

 «Химик» (Дзержинск)
- Дивизион «Б» Второй лиги,  группа 2
  - Победитель: 2023